# Camponotus devestivus
Camponotus devestivus  (лат.) — вид муравьёв рода Camponotus из подсемейства формицины (Formicinae). 

## Распространение
Япония.

## Описание
Длина крупных рабочих около 1 см. Муравьи с полиморфиной кастой рабочих (включая солдат). От близких видов подрода Tanaemyrmex (Camponotus monju) отличаются редкими отстоящими волосками дорзума переднегруди, тёмной окраской, длинным скапусом усиков, мезосома сильно выпуклая, строением клипеуса (его передняя часть слабо выступающая). Основная окраска коричневая и чёрная (брюшко чёрное со светлым пятном в основании). Усики длинные, у самок и рабочих 12-члениковые. Жвалы рабочих с 5 зубцами. Нижнечелюстные щупики 6-члениковые, нижнегубные щупики состоят из 4 сегментов. Стебелёк между грудкой и брюшком состоит из одного сегмента (петиоль). Вид был впервые описан в 1928 году, а его валидный статус был подтверждён в ходе ревизии, проведённой в 1999 году японским мирмекологом Мамору Тераямой (Laboratory of Applied Entomology, Division of Agriculture and Agricultural Life Sciences, Токийский университет, Токио, Япония).